# Мала спољна острва САД
Мала спољна острва Сједињених Америчких Држава (енгл. United States Minor Outlying Islands) обухватају 8 острвских територија у Тихом океану и 3 острва у Карипском мору. Термин се појавио 1986. у вези са ширењем области података о стандардима ИСО 3166-1, који дефинише кодове за називе земаља и територија под њиховом јурисдикцијом.
У овом тренутку, ниједно од острво нема стално становништво. У исто време, на већини острва се налази војно и научно особље са пратећим објекатима који ту бораве привремено. На основу пописа становништва из 2000. на острвима је било 316 људи.
Острво Наваса је спорна територија између САД и Хаитија, док је атол Вајк спорна територија САД и Маршалских Острва.
Малим спољним острвима је претходно био додељен и властити интернет домен .um, али је 2007. године, због недовољне потражње за истим, тај домен избрисан.

## Списак острва / атола
|    | Северни део Тихог океана, разбацана изолована острва        |                        |      |       |            |                                              |                    |
| 1  |                                                             | Вејк                   | 7.4  |       | 150 (2009) | 19° 18′ N 166° 38′ E / 19.300° С; 166.633° И | 17. јануар 1899.   |
| 2  |                                                             | Џонстон                | 2.52 | 130   | 0          | 16° 45′ N 169° 31′ W / 16.750° С; 169.517° З | 6. септембар 1859. |
|    | Северни део Тихог океана, северозападно од Хавајских острва |                        |      |       |            |                                              |                    |
| 3  |                                                             | Мидвеј                 | 5.18 | 40    | 332 (2012) | 28° 13′ N 177° 22′ W / 28.217° С; 177.367° З | 28 август 1867.    |
|    | Централни део Тихог океана, северни део Лајн острва         |                        |      |       |            |                                              |                    |
| 4  |                                                             | Кингмен                | 0.01 | 76    | 0          | 6° 24′ N 162° 24′ W / 6.400° С; 162.400° З   | 8 фебруар 1860.    |
| 5  |                                                             | Палмира                | 6.56 | 15    | 20 (2014)  | 5° 53′ N 162° 05′ W / 5.883° С; 162.083° З   | 21 фебруар 1912.   |
|    | Централни део Тихог океана, централни део Лајн острва       |                        |      |       |            |                                              |                    |
| 6  |                                                             | Џарвис                 | 4.45 | 5.15  | 0          | 0° 22′ S 160° 01′ W / 0.367° Ј; 160.017° З   | 28 октобар 1856.   |
|    | Централни део Тихог океана, северно од Острва Феникс        |                        |      |       |            |                                              |                    |
| 7  |                                                             | Бејкер                 | 1.24 | 2.1   | 0          | 0° 12′ N 176° 29′ W / 0.200° С; 176.483° З   | 28 октобар 1856.   |
| 8  |                                                             | Хауланд                | 1.84 | 129.8 | 0          | 0° 48′ N 176° 37′ W / 0.800° С; 176.617° З   | 28 октобар 1856.   |
|    | Карипско море                                               |                        |      |       |            |                                              |                    |
| 9  |                                                             | Наваса                 | 5.2  | 5.4   | промењиво  | 18° 24′ N 75° 01′ W / 18.400° С; 75.017° З   | 31. октобар 1858.  |
| 10 |                                                             | Бахо Нуево             | 0.02 | 155   | 0          | 15° 53′ N 78° 38′ W / 15.883° С; 78.633° З   | 22. новембар 1869. |
| 11 |                                                             | Сераниља               | 0.02 | 1200  | 0          | 15° 50′ N 79° 50′ W / 15.833° С; 79.833° З   | 8 септембар 1879.  |
| -  |                                                             | Мала спољна острва САД | 34.2 | 267   |            |                                              |                    |

## Галерија
- Лансирна станица на острву Џонстон
- Светионик на острву Наваса
- Поглед на атол Вејк
- Животињски свет са Хауланда
- Грађевина на атолу Мидвеј